# Котпасылькикэ
Котпасылькикэ (устар. Котпасый-Кикя) — река в России, протекает по территории Красноселькупского района Ямало-Ненецкого автономного округа. Устье реки находится в 15 км по левому берегу реки Алакы на высоте 52 метра над уровнем моря. Длина реки составляет 16 км. Долина реки называется урочищем Котпасыльсэк.

## Данные водного реестра
По данным государственного водного реестра России относится к Нижнеобскому бассейновому округу, водохозяйственный участок реки — Таз. Речной бассейн реки — Таз.
Код объекта в государственном водном реестре — 15050000112115300064225.